# ديفن فيغا
ديفن فيغا (بالإنجليزية: Devin Vega)‏ هو لاعب كرة قدم أمريكي، ولد في 11 ديسمبر 1998 في سان أنطونيو في الولايات المتحدة. لعب مع فينيكس راسينغ.

## وصلات خارجية
- ديفن فيغا على موقع قاعدة بيانات كرة القدم.إي يو (الإنجليزية)
- ديفن فيغا على موقع ناشيونال فوتبول تيمز (الإنجليزية)
- ديفن فيغا على موقع Soccerway.com (الإنجليزية)
- ديفن فيغا على موقع عالم كرة القدم.نت (الإنجليزية)